# Carole Douillard
Carole Douillard est une artiste performeuse française née à Nantes en 1971.

## Biographie
Née d'une mère kabyle et d'un père français, diplômée de l'École supérieure des beaux-arts de Nantes Métropole en 1997 et de l'université de Franche-Comté, UFR science de l'homme et du langage (DU en art, danse et performance) en 2012.
Carole Douillard utilise son corps comme une sculpture pour des interventions minimales dans l'espace. En 2005, elle tente de s'endormir en public sur le sol d'une galerie à l'occasion de Nuit Blanche pendant que les visiteurs circulent autour d'elle. 
Ses projets prennent place au Palais de Tokyo à Paris, au Mac Val à Vitry-sur-Seine, au Centro de Arte dos de Mayo à Madrid, au Art Brussels à Bruxelles, au Frac Alsace à Sélestat, à la Bergen Kunsthall (no) (Norvège), à la Maison populaire de Montreuil, à la Fondation d'entreprise Ricard et au centre Pompidou, Paris, au musée Les Abattoirs et au Printemps de septembre à Toulouse.
En 2011, sa performance The viewers entre dans les collections immatérielles et protocolaires du CNAP. 
En 2012-2013, elle est artiste chercheuse dans le cadre de la coopérative de recherche à l’École supérieur d'art de Clermont Métropole.
Elle collabore régulièrement avec d'autres artistes dont le chorégraphe Loïc Touzé avec lequel elle est notamment engagée sur le projet international  Autour de la table dont la dernière édition a eu lieu à Buenos Aires en septembre 2013.
En 2014, elle mène un projet de recherche en Algérie (Alger, grande Kabylie et Oran).

## Performances, expositions, recherche
- 2017
  - Le corps du répertoire/Body of Index, Galerie 5 & Frac des Pays de la Loire, Université d’Angers - Centre des Archives du Féminisme (France)
  - Dog Life - Unfolded Pictures, Galerie Michel Rein, Paris (France)
  - wrapped/unrapped, Zoo Galerie, Nantes (France)

- 2016
  - "Interprétations à l’œuvre", Astérides - Friche la Belle de Mai, Marseille (France)
  - Ouvrir les images (journal d'Algérie), "Partitions/Performances", Fondation d’Entreprise Ricard pour l’art contemporain, Paris (France)

- 2014
  - The viewers, Nuit Européenne des musées, Mac Val, France
  - The viewers, "Des choses en moins, des choses en plus", une exposition du CNAP, Palais de Tokyo, Paris, France
  - The viewers, How to do things with(out) words, une exposition de Chantal Pontbriand, C2AM, Centre de Arte dos de Mayo, Madrid, Espagne
- 2013
  - I stand in front of you, Nuit Blanche, Institut Français, Oran, Algérie
  - "La conscience attelée à la chair", Intervention, Colloque "Pragmatisme et création", Université Paris 1- Panthéon Sorbonne
  - Aide à la recherche, 2013-2014, CNAP, Alger et Grande Kabylie, Algérie
  - Face, Wiels, Art Brussels, Bruxelles, Belgique
  - A Sleep, Chaque chose en son temps, exposition de Béatrice Balcou, Frac Franche-comté, France
  - Artiste-chercheuse, Coopérative de recherche de l'Ecole supérieure d'art de Clermont Métropole,

- 2012
  - La paresse comme vérité effective de l'homme, lecture performée avec Loïc Touzé, Frac Alsace
  - Face, Art Brussels, Bruxelles, Belgique
  - Another Roof piece, quartier de la création, Nantes, France
- 2011
  - This Sign I make, Bergen Kunsthall, Norvège
  - Plutôt que rien, Maison populaire de Montreuil, France
  - La paresse comme vérité effective de l'homme, Fondation d'entreprise Ricard, Paris, France
  - Tenir debout, effectuée par Raphaële Jeune, Maison populaire de Montreuil, France
- 2010
  - The opening, St Petersburg, Russie
  - A Sleep, Le printemps de Septembre, Toulouse, France
- 2009
  - Caïrn, Les Abattoirs, Toulouse, France
- 2008
  - Deep, Entre-deux, Nantes, France
  - Meat Me, Centre d'art et de design appliqués à l'alimentation, Nègrepelisse, France
- 2007
  - Many grounds, résidence Caza d'Oro, Ariège, France[10]
  - Maniés, édition lithographique, Le petit jaunais, Nantes, France
  - Speaking Throuth, galerie Miss China, Paris, France
  - Suspended, le Lieu Unique, Nantes, France
  - Femme fatale film de Gaëtan Chataigner, Estuaire, Biennale d'art contemporain, Nantes, France
  - Rock 'n' Roll Suicide, Le Lieu unique, Nantes, France
  - Rock 'n' Roll Suicide, ouverture du concert "Robot après tout" de Philippe Katerine, Onyx, Nantes, France
- 2006
  - Racaille, Le Lieu Unique, Nantes, France
- 2005
  - A Sleep, Nuit Blanche, Paris, France
  - None, Fiac, 25-26-27 juin 2005
- 2003
  - Public, Galerie de l'Ecole supérieure des beaux-arts, Nantes, France
- 2001
  - Too Night, discothèque Le Cirque, invitation de la galerie Argrafie, Nantes, France
  - J'incorpore, Galerie Espace Diderot, Nantes, France